# ヒマラヤ山脈

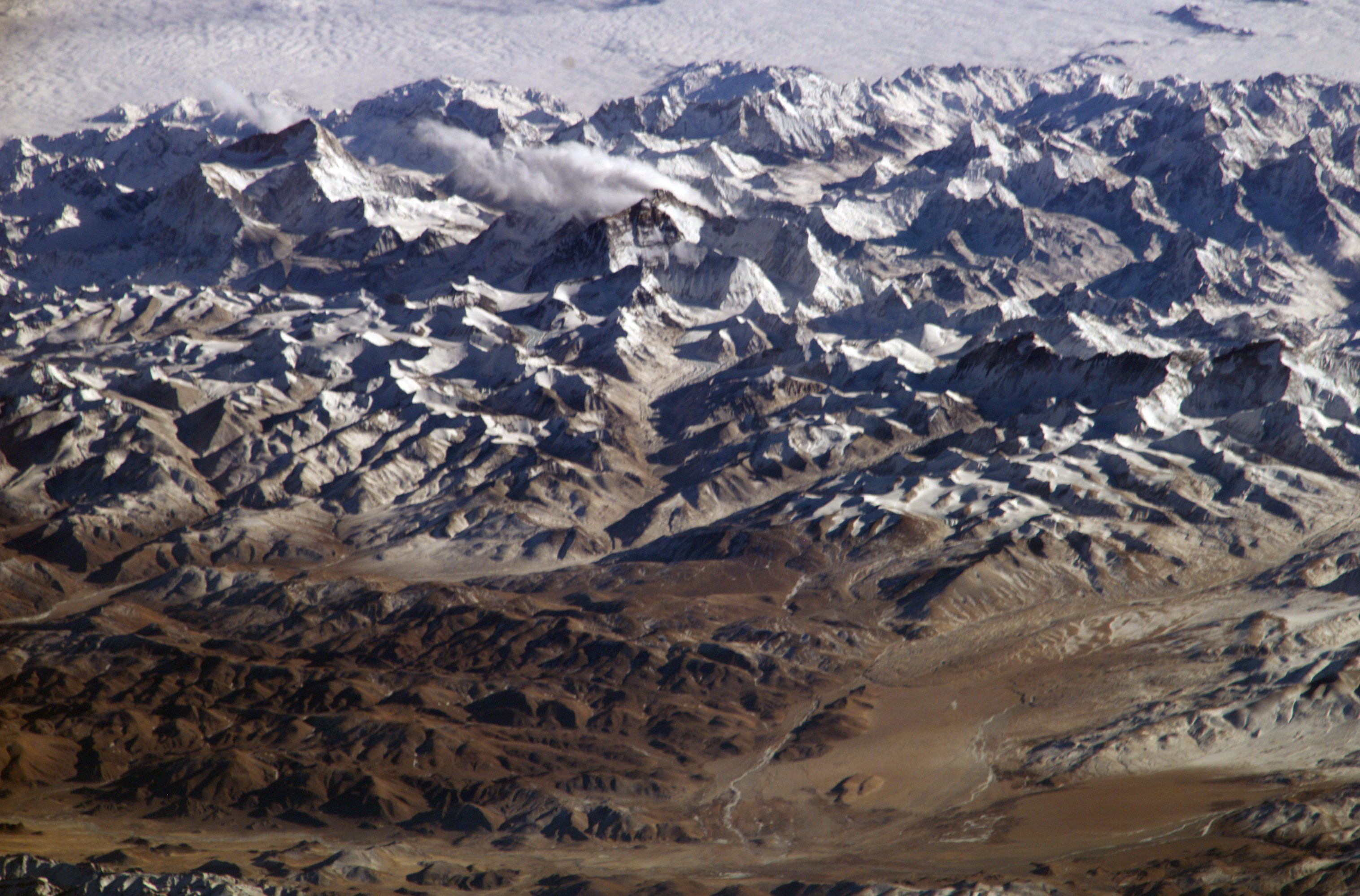
国際宇宙ステーションから撮影したヒマラヤ山脈。チベット高原から南方を見た図。エベレストが中央付近に見える

ヒマラヤ山脈（ヒマラヤさんみゃく、英: Himalayan Range）は、アジアの山脈で、地球上でもっとも標高の高い地域である。単にヒマラヤということもある。
ヒマラヤは、インド亜大陸とチベット高原を隔てている無数の山脈から構成される巨大な山脈である。西はパキスタン北部インダス川上流域から、東はブラマプトラ川大屈曲部まで続き、ブータン、中国、インド、ネパール、パキスタンの、東アジアおよび南アジアの5つの国にまたがる。いずれも最大級の大河であるインダス川、ガンジス川、ブラマプトラ川、黄河、長江の水源となって数々の古代文明を育み、このヒマラヤ水系には約7億5,000万人の人々が生活している。ヒマラヤは、広義の意味ではユーラシアプレートとインド・オーストラリアプレートの衝突によって形成された周辺の山脈である、カラコルム山脈、ヒンドゥークシュ山脈、天山山脈、崑崙山脈、横断山脈などを含む。
広義のヒマラヤには、最高峰エベレストを含む、地球上でもっとも高い14の8,000メートル級ピークがあり、7,200メートル以上の山が100峰以上存在する。一方で、アジアのこの地域以外には7,000メートル以上の山は存在せず、アンデス山脈アコンカグアの6,961メートルが最高標高である。
以下では狭義のヒマラヤについて解説する。

## 概要

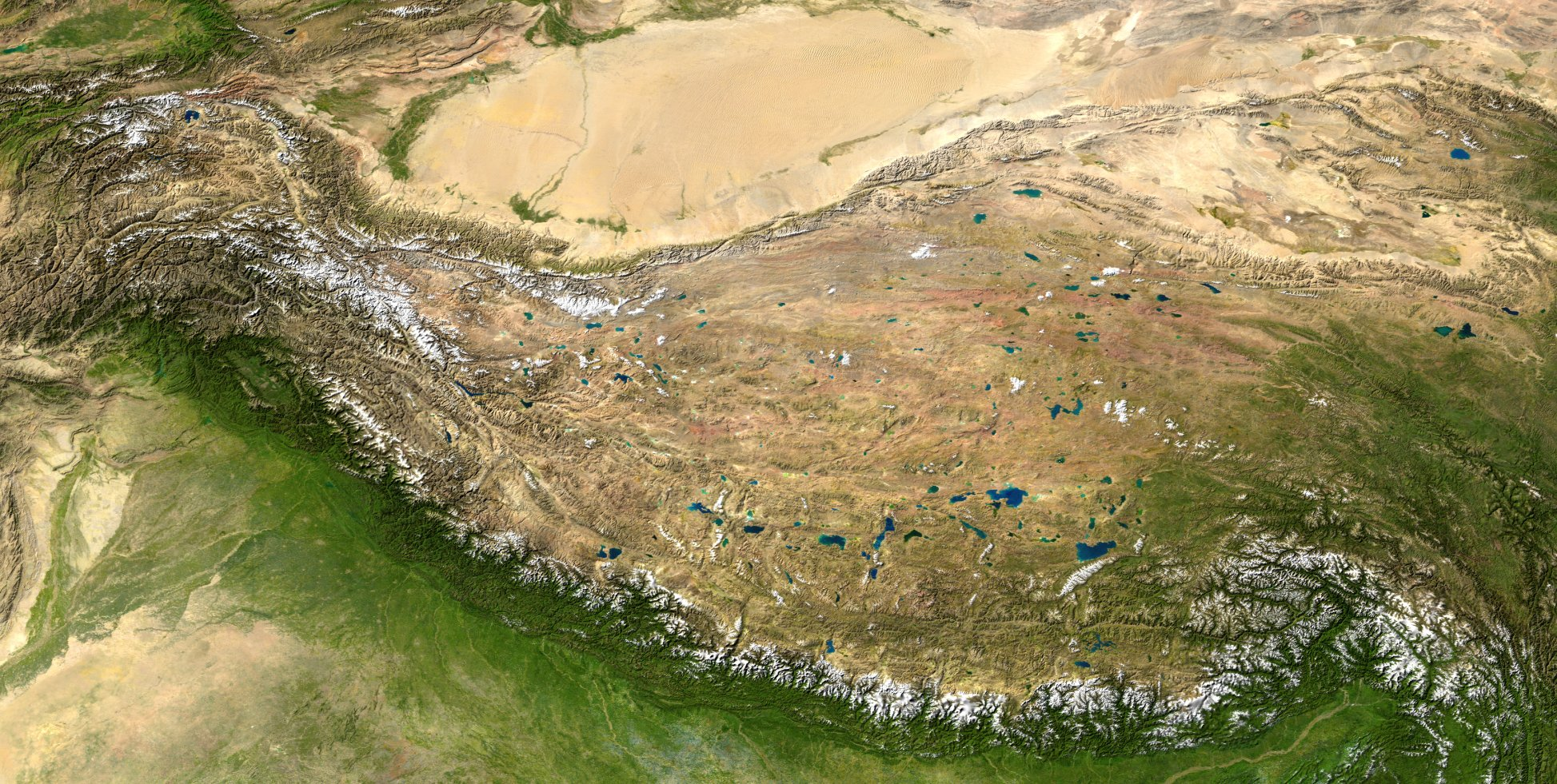
ヒマラヤ山脈の全景

ヒマラヤ山脈（英語: Himalayan Range、中国語: 喜马拉雅山脉、チベット語: ཧི་མ་ལ་ཡ）は、アジアの山脈であり、パキスタン・インド・チベット（中華人民共和国領）・ネパール・ブータンの国境付近に位置する。西端はアフガニスタンのヒンドゥークシュ山脈へとつながる。ヒマーラヤ（हिमालय、himālaya）は、サンスクリット語で、hima（ヒマ「雪」）+ ālaya（ア－ラヤ「すみか」）から「雪の住みか」の意。
エベレスト（8,848メートル）、カンチェンジュンガ（8,586メートル）、ナンガ・パルバット（8,125メートル）をはじめ、世界でも有数の標高の高い山が数多く属している。
プレートテクトニクスによると、ヒマラヤ山脈は、インド亜大陸のユーラシア大陸への衝突により形成された。インド亜大陸の北上は続いており、ヒマラヤ山脈の成長も続いている。
各山々の標高には数説あり、エベレストは、ネパールと中国が共同発表した8,848.86メートルが最新データである。測量技術の向上と地殻変動による推移が関係している。注として、上記のデータには山頂の積雪3.5メートルは含まれない。

## 地理

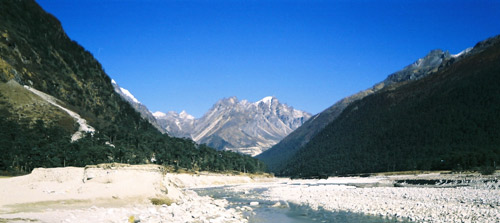
シッキムのユムタン渓谷

ヒマラヤ山脈の全長は西のナンガ・パルバット（パキスタン）から、東のナムチャバルワまで実に2,400キロに及ぶ。地理学的には、ヒマラヤ山脈は標高と地質によって平行に走る3つの山脈に分類される。3つのうちでもっとも後に形成された山脈は外ヒマラヤ（シワリク山地）と呼ばれ、およそ1,200メートルほどの高さの山で構成されている。この山脈はヒマラヤ山脈の成長にともなって発生した土砂の流出物によって形成されたと考えられている。
この山脈の北隣に平行に走る形で、小ヒマラヤがある。小ヒマラヤは2,000メートルから5,000メートルの標高の山々で形成され、マハーバーラト山脈とも呼ばれる。小ヒマラヤと大ヒマラヤの間にはカシミール盆地およびカトマンズ盆地という2つの肥沃な盆地があり、ここでは古くから高い文明が栄えていた。もっとも北にあるのが大ヒマラヤで、3つの山脈の中でもっとも古い山脈である。6,000メートル以上のピークを多数有し、世界でもっとも高いエベレスト、3番目に高いカンチェンジュンガがこの山脈に属している。
ヒマラヤは、東西にはおよそ5つに区分される。もっとも西寄りに位置するのがパンジャーブ・ヒマラヤであり、インダス川からサトレジ川までのインダス水系に属する山々である。行政的にはインドのジャンム・カシミール州やヒマーチャル・プラデーシュ州、パキスタンのギルギット・バルティスタンとなる。次いでその東に位置するのがガルワール・ヒマラヤ（クマオン・ヒマラヤ）である。インドのウッタラーカンド州に属する区域で、ガンジス川本流の源流域にあたる。ガンジス本流の源流とされるガンゴートリー氷河もここに属する。その東には、ネパール・ヒマラヤが広がる。行政的にはネパールに属する区域で、エベレストやダウラギリ、マナスルなど、ヒマラヤでもっとも高い山々がそびえる区域である。その東はシッキム・ブータン・ヒマラヤで、行政的にはインドのシッキム州とブータン王国の区域となる。もっとも東に位置するのがアッサム・ヒマラヤであり、行政的にはインドのアルナーチャル・プラデーシュ州となる。なお、この行政区域はすべてヒマラヤ南麓のものであり、ヒマラヤ北麓はすべて行政的には中国のチベット自治区に属する。
ネパールとブータンの国土のほとんどがヒマラヤ山脈である。パキスタンのバルティスターン、インドのジャンムー・カシミール州などの北部の地域がヒマラヤ山脈の中にある。チベット高原の南東部もヒマラヤ山脈に接しているが、チベット高原そのものは地理学的にはヒマラヤ山脈とは別の山系に分類される。

## 自然

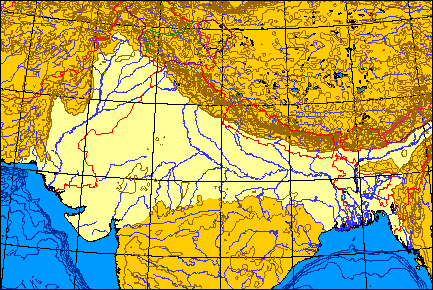
ヒンドスタン平野

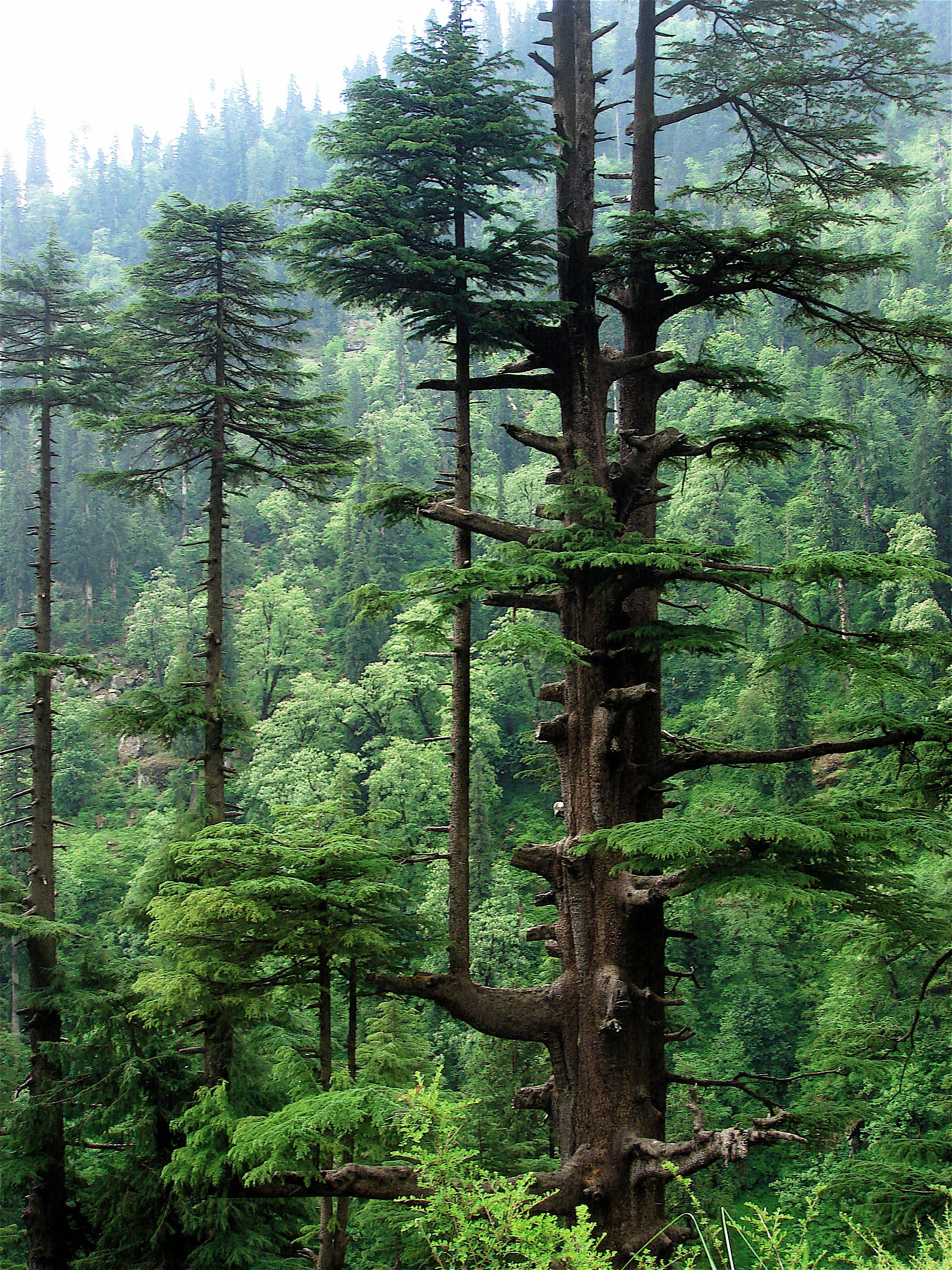
西ヒマラヤ亜高山帯針葉樹林（インドヒマーチャル・プラデーシュ州）

ヒマラヤ山脈の植物相と動物相は、気候、雨量、高度と地質によって分類することができる。気候は山脈の麓にある熱帯から始まり、氷床と雪に覆われた高山帯まで変化する一方、年間降水量は西より東の地域の方が多い傾向がある。気候、高度、雨量と地質の複雑な変化が多様な生態系を育んでいる。

### 低地森林帯
ヒマラヤ山脈とデカン高原の間にはインダス川とガンジス川が流れる広い平野がある。この平野はヒンドゥスターン平野（またはインダス-ガンジス平原（en:Indo-Gangetic plain））と呼ばれ、森林地帯が広がっている。この平原の西部は乾燥しているが東部は雨量が豊富であるため、東西で植生が異なっている。北西部のパキスタンとインドにまたがるパンジャブ平野は有刺低木林に覆われている。インド東部のウッタル・プラデーシュ州のガンジス上流域にはガンジス上流域湿性落葉樹林帯、ビハール州と西ベンガル州にまたがるガンジス平原にはガンジス下流域湿性落葉樹林帯が広がっている。これらのモンスーン気候の落葉樹林は乾季になると落葉する。アッサム平野は湿性のブラマプトラ流域半常緑樹林に覆われている。

### テライ・ベルト（Terai belt）
砂と粘土からなる沖積平野にはテライ・ベルトと呼ばれる湿地帯が広がっている。テライとは季節的に湿性になる草地のことである。テライ・ベルトはモンスーンになると冠水し、肥沃な土砂が堆積する。乾季には水が引くが、ヒマラヤから流れてくる地下水で高い地下水位がある。テライ・ベルトの中心部にはテライ-デュアサバンナ・大草原地帯がある。ここには世界でもっとも背の高い草で覆われた草原と、サバンナ、落葉樹林、および常緑樹林がモザイク状に広がっている。またテライ・ベルトはインドサイの生息域である。

### ババール・ベルト（Bhabhar belt）
テライベルトの標高の高い地域には、ヒマラヤ山脈から流れてきた岩石が堆積してできたババール・ベルトと呼ばれる地域がある。ババールと低シワリク山脈は亜熱帯気候に属しており、この亜熱帯地域の最西部にはおもにヒマラヤマツ（Chir Pine）を主植生とするヒマラヤ亜熱帯針葉樹林がある。低シワリク山脈の中央部にはサラノキを主植生とするヒマラヤ亜熱帯広葉樹林が広がっている。

### 山地森林帯（Montane forests）
ヒマラヤ山脈の中高度の地域には亜熱帯の森に代わって温帯性混交広葉樹林がある。この地域の西部は西ヒマラヤ落葉樹林と呼ばれ、東部のアッサム州およびアルナーチャル・プラデーシュ州の森は東ヒマラヤ落葉樹林と呼ばれる。これらの広葉樹林より標高の高い地域には西ヒマラヤ亜高山帯針葉樹林および東ヒマラヤ亜高山帯針葉樹林が広がっている。

### 高山帯（Alpine shrub and grasslands）
森林限界より標高の高い地域には北西ヒマラヤ高山灌木草原帯と西ヒマラヤ高山灌木草原帯、および東ヒマラヤ高山灌木草原帯がある。この地域より標高が高くなるとツンドラ地帯となる。高山草原地帯は絶滅の危機にあるユキヒョウの夏の生息域となっている。ヒマラヤ山脈の最上部は万年雪に覆われている。

## プレートテクトニクス

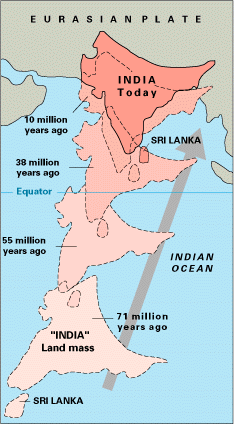
インド大陸は6,000キロ以上を移動し、4,000万年から5,000万年前にユーラシアプレートと衝突した

ヒマラヤ山脈は地球上で最も若い山脈の一つである。現代のプレートテクトニクス理論によると、ヒマラヤ山脈はインド・オーストラリアプレートとユーラシアプレートの間の沈み込みで起きた大陸同士の衝突による造山運動から生じた。
衝突はおよそ7,000万年前後期白亜紀に始まった。そのころ、インド・オーストラリアプレートは年間15センチの速度で北上し、ユーラシアプレートと衝突した。
約5,000万年前、このインド・オーストラリアプレートの速い動きによって海底の堆積層が隆起し、周縁部には火山が発生してインド亜大陸とユーラシア大陸の間にあったテチス海を完全に閉ざした。これらの堆積岩は軽かったため、プレートの下には沈まずにヒマラヤ山脈を形成した。今もインド・オーストラリアプレートはチベット高地の下で水平に動いており、その動きは高地にさらに押し上げている。ミャンマーのアラカン山脈とベンガル湾のアンダマン・ニコバル諸島もこの衝突の結果として形成された。かつて海だった証拠として、高山地帯で貝などの化石が発見される。
今もインド・オーストラリアプレートは年間67ミリの速度で北上しており、今後1,000万年の間でアジア大陸に向かって1,500キロ移動するだろうと考えられている。この動きのうち約20ミリは、ヒマラヤの南の正面を圧縮することによって吸収される。結果として年に約5ミリの造山運動が発生し、ヒマラヤ山脈を地質学的に活発にしている。このインド亜大陸の動きにより、この地域は地震の多発地帯となっている。

## 氷河と河川

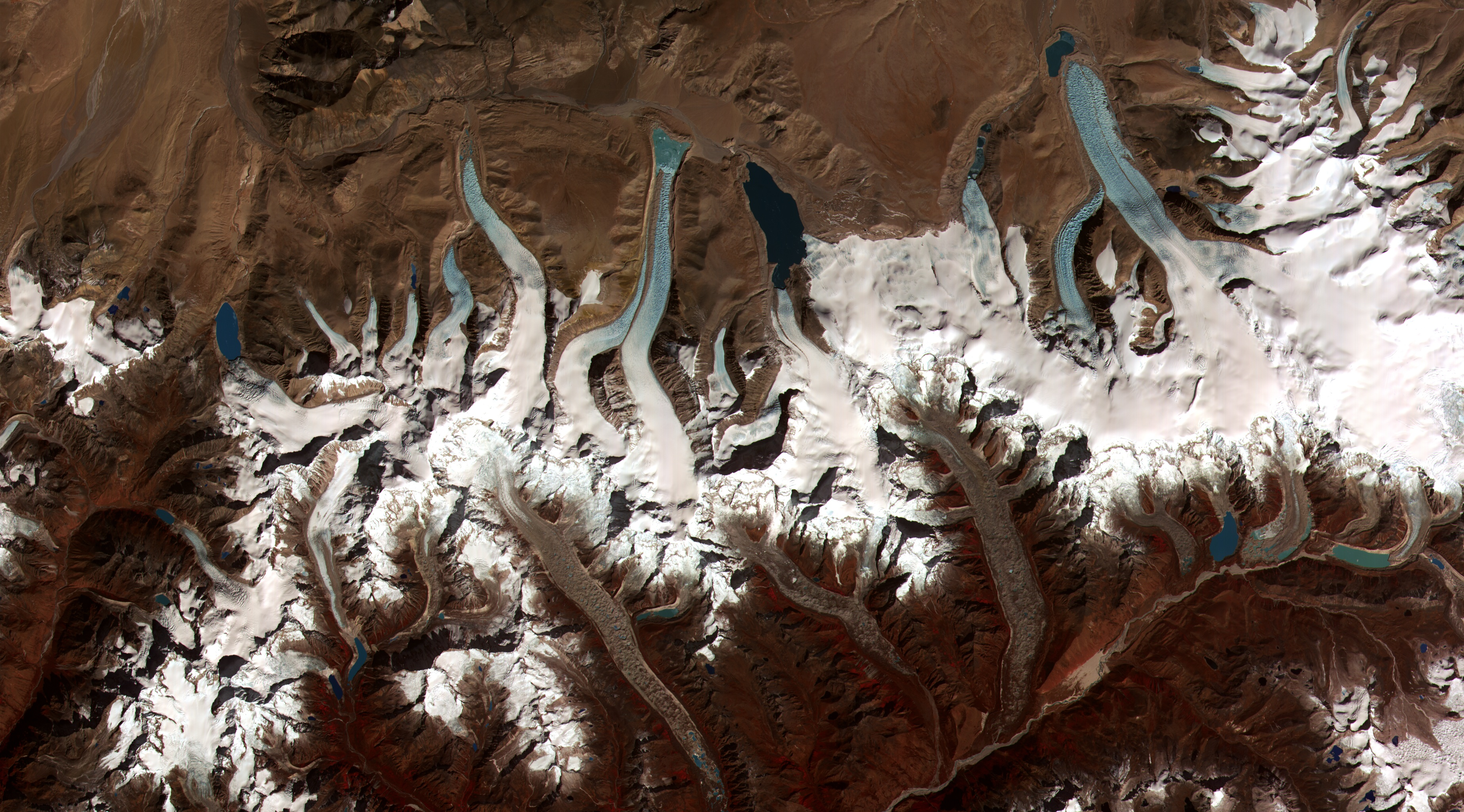
ブータンの氷河湖

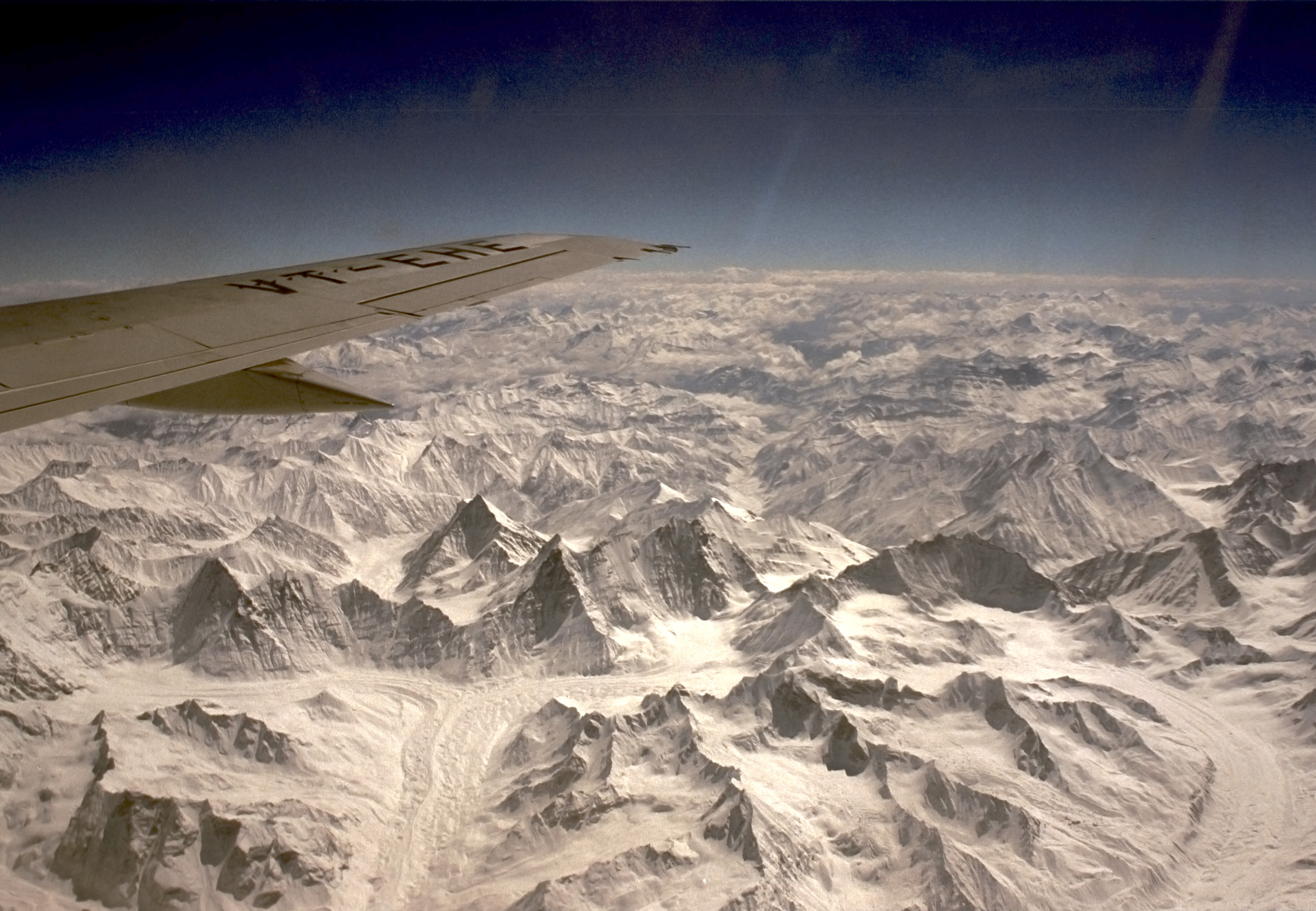
航空機から見たヒマラヤ山脈。いたるところが氷河に覆われている

ヒマラヤ山脈には非常に多くの氷河が存在し、面積は極地を除く地球上では最大である。ほかにおもな氷河としては、ガンゴートリー山系のガンゴートリー氷河、ヤムノートリー氷河、カンチェンジュンガ山系のゼム氷河、エベレスト山系のクーンブ氷河などがある。またカラコルム山脈にはシアチェン氷河、ビアフォ氷河、バルトロ氷河などがある。
ヒマラヤ山脈の麓は熱帯気候や亜熱帯気候に属するが、頂上部は万年雪に閉ざされている。これらの万年雪は巨大な2つの河川の水源となっている。西への流れはインダス盆地に流れ込み、インダス川はその西方水系の中でもっとも大きな河川である。インダス川はチベットでセンゲ川とガル川の合流地点から始まり、カーブル川、ジェルム川、シェナブ川、ビアス川、サトレジ川などの河川と合流したのち、パキスタンを南西方向に横切り、アラビア海に流れ込んでいる。
インダス川方面以外のヒマラヤ山脈の水源の多くはガンジス・ブラマプトラ川流域に流れ、両河川に合流する。ガンジス川はヒマラヤ南麓にあるガンゴートリー氷河に流れを発するバーギーラティー川を源流としている。氷河の下からバギーラティー川が流れ出す地点はゴームク（牛の口）と呼ばれ、標高3,892メートルである。その後、下流でヒマラヤから流れ出したアラクナンダ川と合流し、そこからガンジス川という名に変わる。アラクナンダ川のほうが長いが、ヒンドゥー教の文化や神話ではバーギーラティー川のほうが真のガンジスの源流であるとみなされている。その後、リシケーシュで山脈から離れ、ヤムナー川と合流したあと、北インドのヒンドスタン平原を南東に横切る。
ブラマプトラ川は、西チベットに発するヤルンツァンポ川が、チベットを東に流れ、アッサム平野を西に流れていく。ガンジス川とブラマプトラ川は、バングラデシュで合流し、世界最大のデルタ地形を形成して、ベンガル湾へ流れ出ている。 
ヒマラヤ最東部の河川はエーヤワディー川を形成している。エーヤワディー川は東チベットから始まり、ミャンマーを南に縦断、アンダマン海に流れ込む。
サルウィン川、メコン川、長江と黄河は、ヒマラヤ山脈とは地質学的に区別されるチベット高原から始まるため、本来はヒマラヤ山脈を水源とする河川ではないと考えられている。一部の地理学者は、ヒマラヤ外縁水系の川と分類している。
近年、ヒマラヤ山脈の全域で顕著な氷河後退現象が観測されているが、世界的な気候変動の結果であると考えられている。この現象の長期的な影響は未知であるが、乾季の生活を氷河を水源とする北インドの河川に頼る数億の人々に甚大な影響を与えると見られている。

## 湖沼

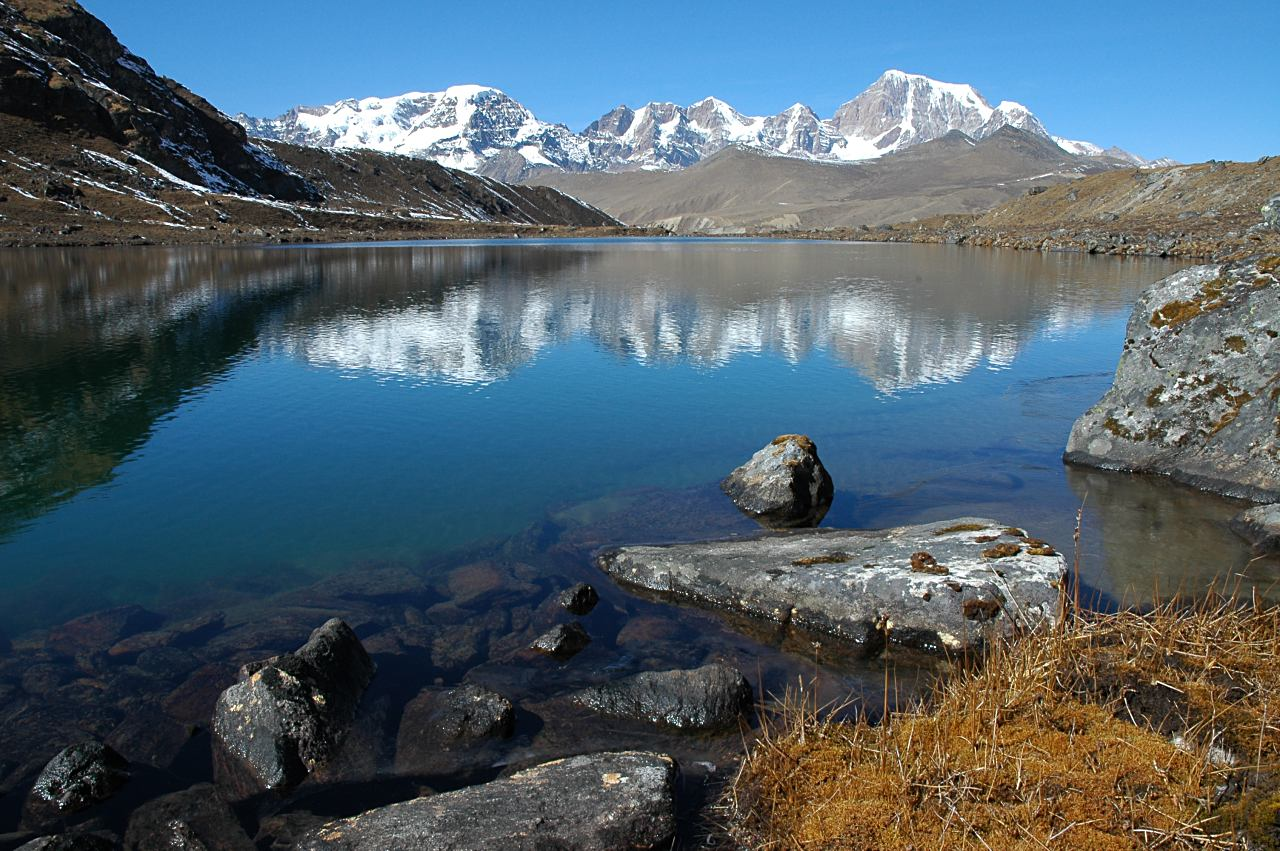
北シッキムに数百ある湖のうちのひとつ。この湖の高度は約5,000メートルである

ヒマラヤ山脈には何百もの湖が点在している。大部分の湖は5,000メートル未満の高度に存在し、高度が上がるとともに湖の規模は小さくなっていく。最大の湖はインドとチベットの境界に横たわるパンゴン湖で、4,600メートルの高度に位置し、幅8キロ、長さは134キロに及ぶ。高い標高を持つ湖沼のなかで顕著なものとしては、標高5,148メートルにある北シッキムのグルドンマル湖がある。そのほかのおもな湖沼としてはネパール北部のマナン郡にあるティリチョ湖、シッキム州とインドシナの境界にあるツォンゴ湖などがある。
氷河活動に起因する湖沼はタルンと呼ばる。タルンは5,500メートル以上のヒマラヤ山脈の上部で見つかる。

## 気候への影響
ヒマラヤ山脈はインド亜大陸とチベット高原の気候に重大な影響を及ぼしている。ヒマラヤ山脈は非常に冷たく乾燥した北極風がインド亜大陸に南に吹きつけるのを防ぎ、南アジアをほかの大陸の同じ緯度の地域より温暖にしている。
ヒマラヤ山脈は北上するモンスーンを遮断し、テライ・ベルトで大量の降雨を発生させる原因となっている。この降雨はヒマラヤ南面のほとんどの地域にあり、雨季の大量の降雨はヒンドスタン平原に豊富な水をもたらしている。またこれによって中央アジアは降雨量が少なくなり、タクラマカン砂漠やゴビ砂漠を形成する原因となっている。
冬季になるとイランの方から激しい気流が発生するが、ヒマラヤ山脈はその気流を遮断、カシミール地方に降雪を　パンジャブ州と北インドに降雨をもたらす。
またその気流の一部は一部がブラマプトラ川流域に流れ込み、インド北東部とバングラデシュの温度を下げる。この風が原因となり、これらの地方に冬季の間、北東モンスーンが起きる。

## ヒマラヤのおもな地上交通

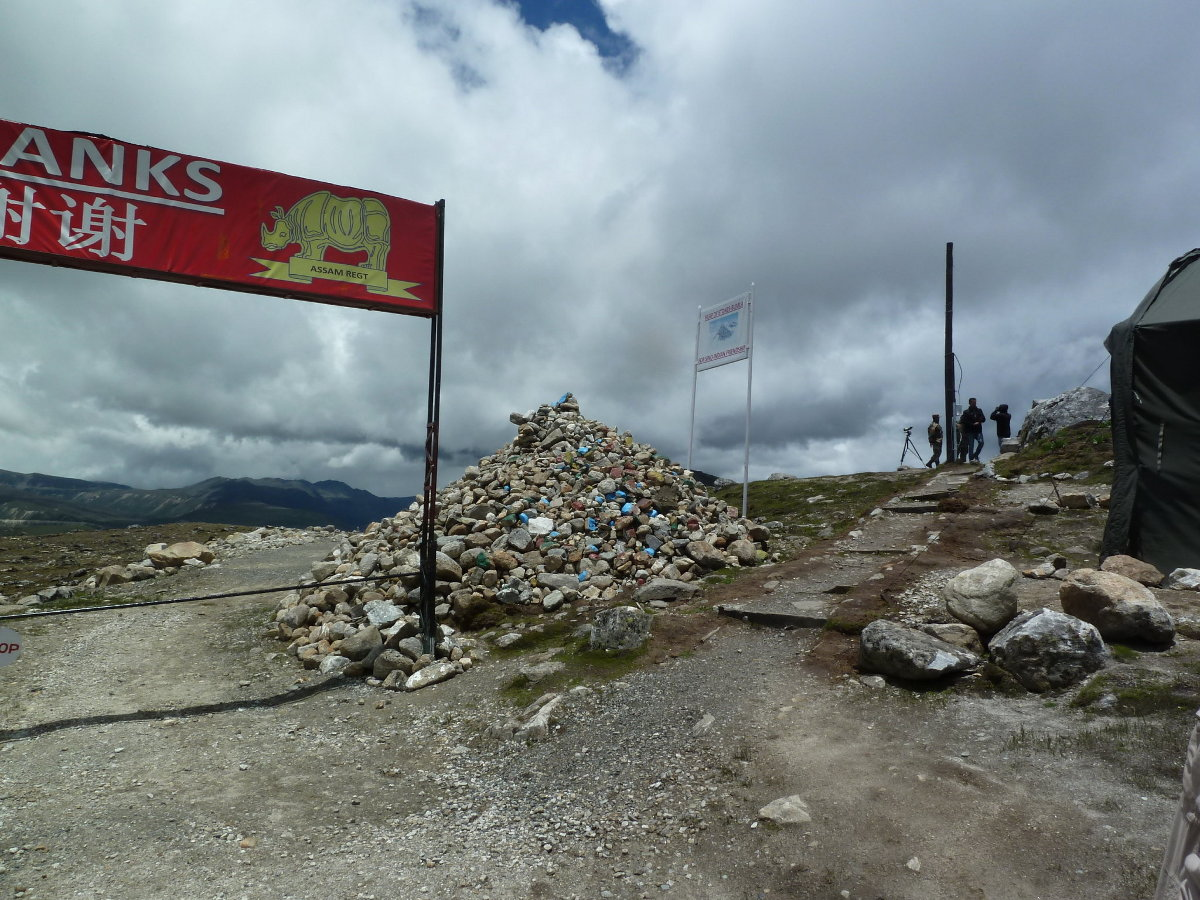
ブンラ峠

ヒマラヤ山脈の地形は非常に険しく、人を容易に寄せつけないが、いくつかの道が存在する。
ヒマラヤ東部
ブンラ峠によって、インドのアルナーチャル・プラデーシュ州とチベットのツォナ県が結ばれている。ダライ・ラマ14世が1959年のインド亡命時に通ったルートでもある。
ナトゥ・ラ峠とジェレプ・ラ峠
ナトゥ・ラ峠とジェレプ・ラ峠は、シッキムのガントクとチベットのラサを結ぶルートであり、いずれもシッキム東部に位置している。また、ナトゥ・ラ峠はシルクロードの支道の一部であると考えられている。
チベットとネパールを結ぶルート
チベット側のニャラム県ダムとネパール側のシンドゥ・パルチョーク郡コダリの間には中尼友誼橋があり、中尼友誼橋によって中国のG318国道とネパールのアラニコ・ハイウェイが接続している。このほかに、チベットのディンキェ県やドンパ県とネパールのダウラギリ県ムスタン郡を結ぶルートがある。
ヒマラヤ西部
インド、ネパール、チベットの三国国境付近にはリプケーシュ峠があるほか、インドのヒマーチャル・プラデーシュ州とチベットのツァンダ県の境界にはシプキ・ラ峠がある。
カシミール-チベット・東トルキスタンルート
カシミールのスリナガルから、ラダックのレーを経てチベットに至るルートで、国道1号線に指定されている。インド側には自動車道の世界最高地点のカルドゥン・ラがある。またラダックの北端にはカラコルム峠があり、東トルキスタンとも結ばれていたが、いずれもインドと中国の政治問題のため、国境は閉鎖されている。

## ヒマラヤの地政学と文化

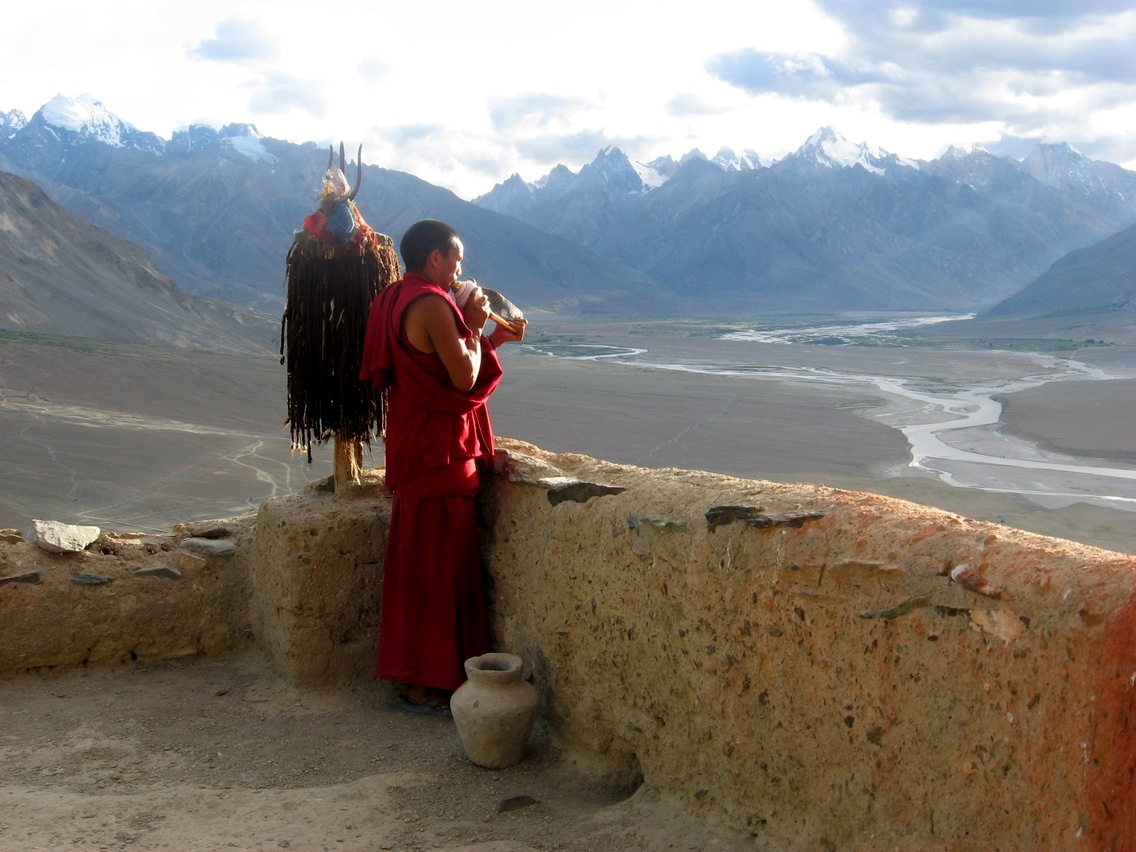
ザンスカール地方の僧院。日没を知らせる僧侶

巨大なヒマラヤ山脈は、何万年もの間人々の交流を妨げる障壁となった。特にインド亜大陸の民族と中国・モンゴルの民族が混ざり合うのを妨げ、これらの地域が文化的、民族的、言語的に非常に異なっている直接の原因となった。ヒマラヤ山脈は軍の進撃や通商の妨げともなり、チンギス・カンはヒマラヤ山脈のためにモンゴル帝国をインド亜大陸に拡大することができなかった。また、急峻な地形と厳しい気候によって孤立した地域が生まれ、独特の文化が育まれた。これらの地域では、現代でも交通の便が悪いため古い文化・習慣が根強く残っている。
ヒマラヤに大きな影響を与えているのは、北のチベット系民族と南のインド系民族である。山脈の大部分はチベット系民族の居住地であるが、南からやってきたインド系民族も低地を中心に南麓には多く住んでいる。チベット系民族の多くは山岳地域に住み都市文明を持たなかったが、ネパールのカトマンズ盆地に住んでいるネワール人は例外的に肥沃な盆地に根を下ろし、カトマンズ、パタン、バクタプルの3都市を中心とした都市文明を築いた。カトマンズ盆地は18世紀にインド系民族のゴルカ朝によって制圧されたが、ネワールは力を失うことなく、カトマンズなどではネワールとインド系の文化が重層的に展開した姿が見られる。カトマンズ以外のネパールはインドと文化的なつながりが強く、チベットともややつながりがあるが、中国文化圏との共通性はほとんどない。宗教的にも仏教徒は少なく、ヒンドゥー教徒が多く住む。これに対し、その東隣にあたるシッキムやブータンはチベット文化圏であり、住民は仏教徒がほとんどである。しかし19世紀以降、地理的条件の似ているネパールからの移民が両国に大量に流入し、シッキムにおいてはネパール系が多数派となり、ブータンにおいても一定の勢力を持つようになった。これは両者の対立を引き起こし、この対立が原因でシッキムは独立を失い、ブータンでも深刻な民族紛争が勃発することとなった。ヒマラヤ地域に広く分布するチベット民族は顔つきこそモンゴロイドだが中国文化圏との共通性は低く、インド文化圏とも共通性は少ない。チベットは古くからその孤立した地形によって独立を保ち、独自のチベット文化圏を形成している。
ヒマラヤ西部のパンジャーブ・ヒマラヤではイスラーム教圏の影響が強い。カシミールはイスラーム系住民が多数を占める地域である。カシミールの北にあるラダックは19世紀よりジャンムー・カシミール藩王国領となっていたが、もともとチベットとのつながりの深い地域であり、住民もチベット系民族であって宗教もチベット仏教である。その西はパキスタン領のバルティスターンであるが、この地域は歴史的にラダックとつながりが深く住民もチベット系であるが、宗教はイスラーム教であり、インド・パキスタン分離独立の際起きた第1次印パ戦争ではパキスタン帰属を選択した。

## 政治情勢

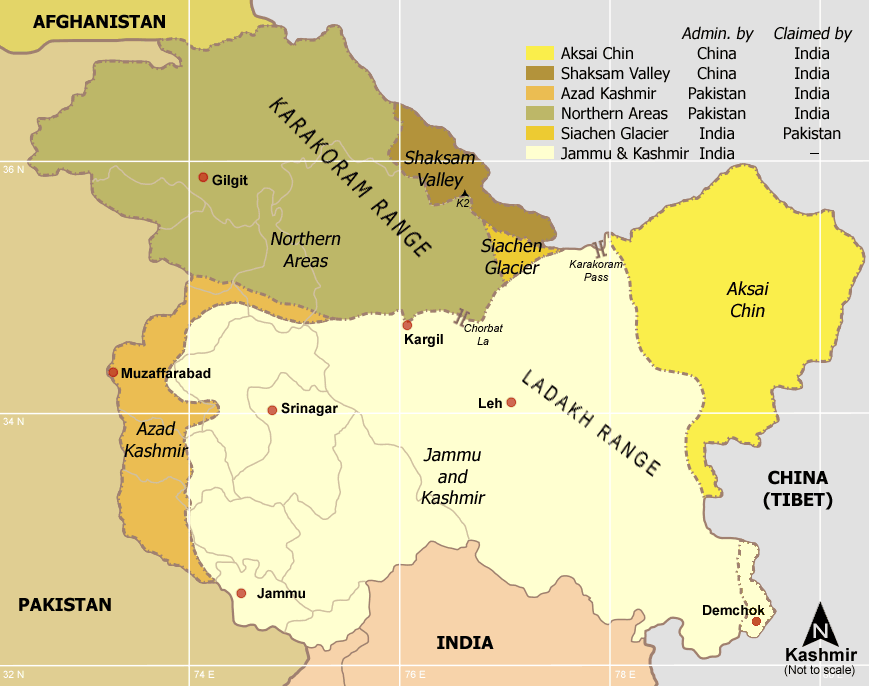
インド、パキスタン、中国によって分割されたカシミール地区

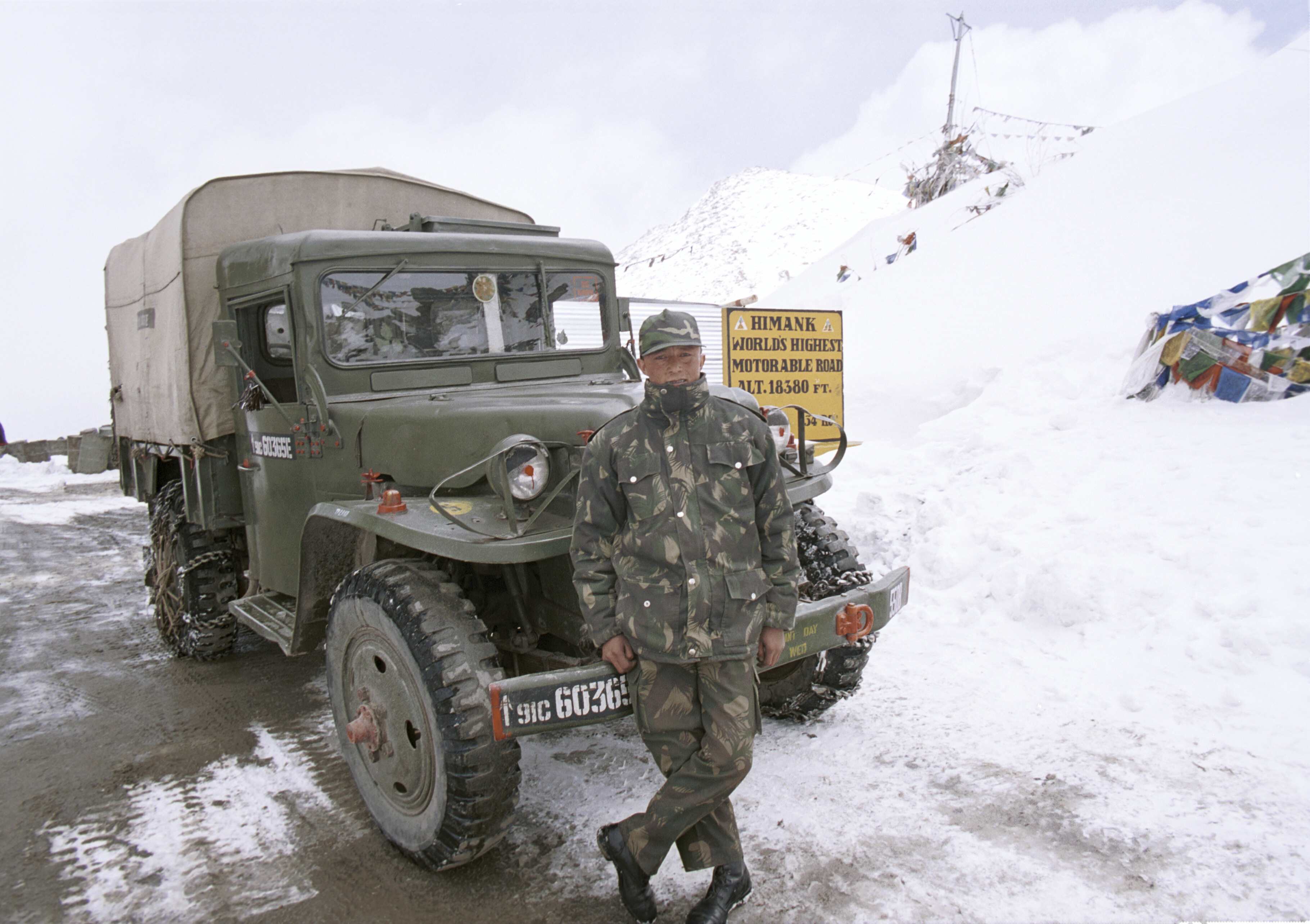
カルドゥン・ラ（Khardung La）。インド軍の管理下にある。後ろに18,380 ft（5,602メートル）と書いた看板が見える。

ヒマラヤの20世紀後半の政治情勢は、南北の2大国である中国とインドの影響力拡大と角逐の歴史であるといえる。ヒマラヤ北麓のチベットは清朝時代から中国の影響下にあったが、半独立状態を保っていた。しかし1950年の中国のチベット侵攻により完全に中国領となり、1959年にはチベット動乱によってダライ・ラマ14世がインドへと亡命し、ヒマラヤ南麓のダラムシャーラーにチベット亡命政府を樹立した。
一方、南麓のインド側ではイギリス領インド帝国の支配のもと、ジャンムー・カシミール藩王国などいくつかの藩王国が存在し、また中国との間の緩衝国としてネパールとブータンが独立国として存在し、また両国の間にはシッキム王国がイギリスの保護国として存在していた。しかしインドで独立運動が盛んになり、1947年8月15日にインド・パキスタン分離独立が起こると、各地の藩王国はどちらかへの帰属を迫られるようになった。ジャンムー・カシミール藩王国は藩王がヒンドゥー教徒であるが住民の80パーセント以上はイスラーム教徒であり、藩王が態度を決めかねるなか、イスラーム系住民が蜂起してパキスタン帰属を要求。これに対し藩王はインドの介入を求め、これが引き金となって第一次印パ戦争が勃発した。この戦争の結果、カシミールはインド領のジャンムー・カシミール州とパキスタン領のアーザード・カシミールとに分断されることとなった。
その後、インドと中国はカシミール北東部（アクサイチン地区）やマクマホン・ラインなどの国境線をめぐって対立を深め、1962年には中印国境紛争が勃発した。この戦争で中国人民解放軍は勝利してアクサイチンやインド東北辺境地区を軍事占領し、東北辺境地区からは撤兵したもののアクサイチンは実効支配下に置いた。
この戦争ののち、インドはヒマラヤ地域への影響力を強化していく。1975年には先住民であるブティヤ人・レプチャ人（チベット系）と移民であるネパール系の間で政治的対立の生じていたシッキム王国を制圧し、シッキム州として自国領土へと組み入れた。さらに1987年には直轄領であった係争地・インド東北辺境地区をアルナーチャル・プラデーシュ州へと昇格させ、支配を強化した。この動きを見たブータン王国は自国のアイデンティティの強化に乗り出し、1985年には国籍法を改正するとともに、1989年には「ブータン北部の伝統と文化に基づく国家統合政策」を施行し、チベット系住民の民族衣装着用の強制（ネパール系住民は免除）、ゾンカ語の国語化、伝統的礼儀作法（ディクラム・ナムザ）の順守などを実施して自国文化の振興に努めるようになったが、これはブータン南部に住むネパール系住民を強く刺激し、民族間の衝突が繰り返され多数の難民が流出することとなった。
一方、ネパールにおいては民主化運動によって1991年に複数政党制が復活したものの、一向に進まない国土の開発に不満を持ったネパール共産党統一毛沢東主義派（マオイスト）が1996年に武力闘争を開始。さらに2001年6月1日にはネパール王族殺害事件が発生し、ビレンドラ国王が殺害されてギャネンドラ国王が即位した。ギャネンドラは専制的な政治スタイルをとって国勢の回復をめざしたが、国民の不満は高まる一方で、国土のかなりの部分をマオイストに征圧される事態となった。2006年には王制が打倒されて民主化され、マオイストとも和平が成立し、2008年には正式にネパールは共和国となった。

## 経済活動と登山

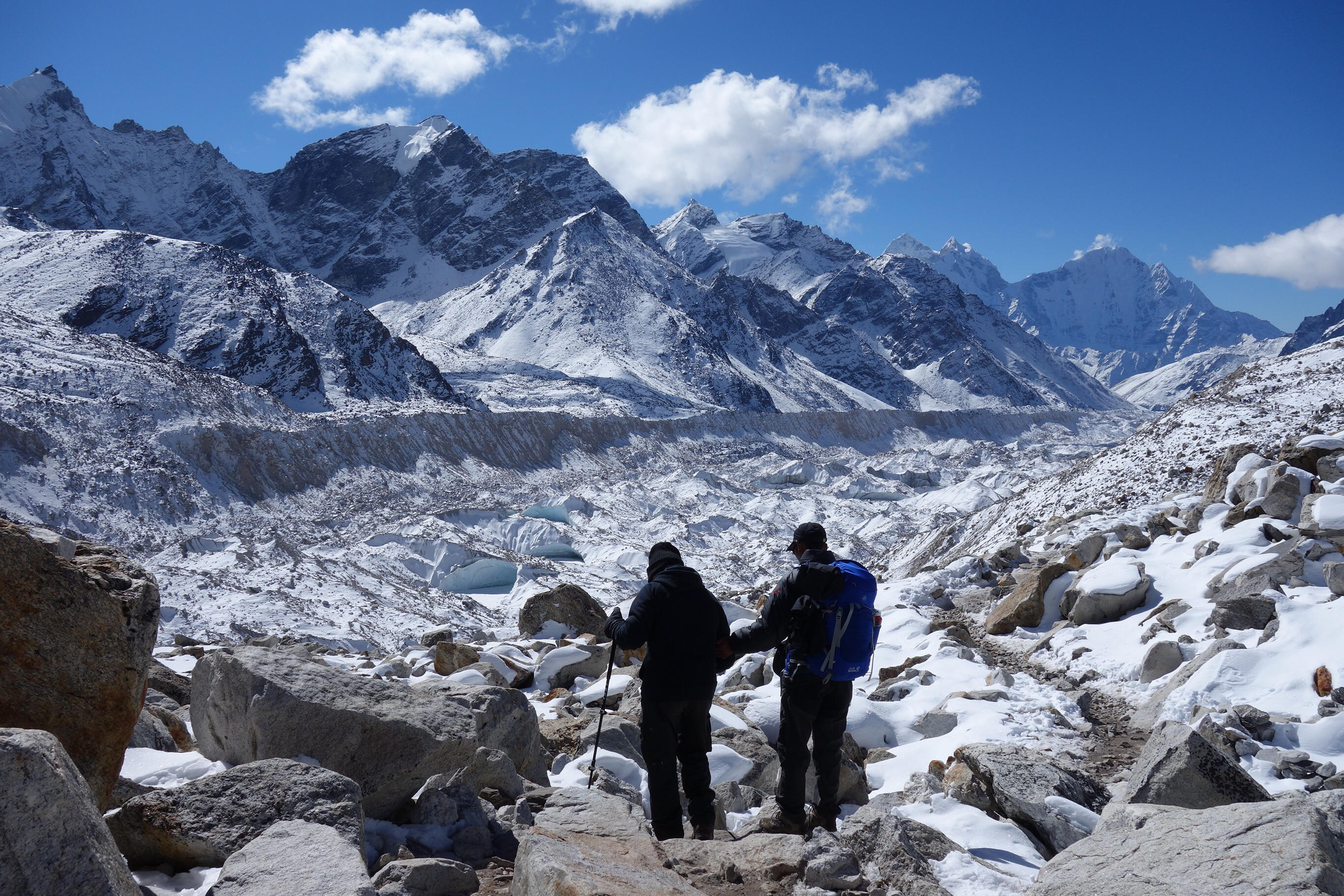
ネパールのエベレスト街道をトレッキング中の観光客

### 農業
ヒマラヤは急峻な山岳地帯であり農業にあまり適した土地ではないが、北麓のチベット側ではヤクなどの牧畜やオオムギの栽培などが行われている。また、ヒマラヤ南麓、特にネパールやブータンにおいてはモンスーン期に増水しすべてのものが押し流される河谷を避け、山腹の斜面に段々畑を作って農耕を行っている。

### 水力発電と利水
ヒマラヤから流れ下る川は氷河を水源とする豊富な水量を持ち、険しい地形のため落差が激しく、水力発電の膨大な潜在能力を持っている。源流の多くが存在するネパール・ブータン両国において水力発電の開発が盛んに行われ、特にブータンでは電力が主要な輸出品となっている。2013年度のブータンの水力発電量は150万キロワットに及び、大型の原子力発電所1基分に相当するが、この数字はブータンの潜在水力発電量のわずか5%に過ぎず、ブータン政府はさらなる積極的な発電計画を推し進めている。インドにおいても、2006年にはガンジス川上流にあるリシケーシュのさらに上流（バギーラティー川）に、2,400メガワットの発電量を得る目的などでテーリ・ダムが完成し、首都デリーの主要な水源となっている。ヒマラヤからの河川でもっとも早く開発が進められたのはインダス川であり、パキスタン側にはタルベーラー・ダムやマングラー・ダムといった巨大ダムがヒマラヤ山脈西部に建設され、パンジャーブ州への灌漑用水を確保してこの地方を穀倉地帯とする一方、発電も行われている。また、ヒマラヤから流れ下る川の水源であるチベット高原を領有する中国もチベット開発を進める中でヤルンツァンポ川（ブラマプトラ川）の開発を進めており、2014年11月23日にはヤルンツァンポ川の本流にチベット初の大型水力発電所である蔵木水力発電所を建設した。このダム建設に対して、ブラマプトラ川の水を生命線とするインドのアッサム・ベンガル地方では強い懸念を示している。

### 観光と登山
近年では、世界最高峰エベレストに年間数百人が登頂するなど、ヒマラヤ各峰への登山が盛んとなっている。特に8,000メートル級の高峰が集中するネパールでは、登山や麓から山々を眺める観光が一大産業となっている。登山客が支払う入山料はネパール政府の貴重な収入源となっているが、この収入が地元住民たちにきちんと還元されていないとして不満も根強い。2014年2月には、ネパール政府はより多くの登山客の誘致を目的として入山料の大幅値下げを行った。また最近、山脈中のトレッキングも盛んで、大ヒマラヤトレイルと称するトレッキング・ルートも徐々にではあるが整備されてきている。
ネパール政府は2014年、新たに104座の山への登山を解禁した。一方でヒマラヤ山脈とその周辺には、急峻さや厳しい天候で登頂に成功していない未踏峰や、宗教・政治上の理由で登山が禁止されている山々も存在する。後者の例としては、ネパールではマチャプチャレ、ブータンではガンカー・プンスムが知られている。

## 宗教

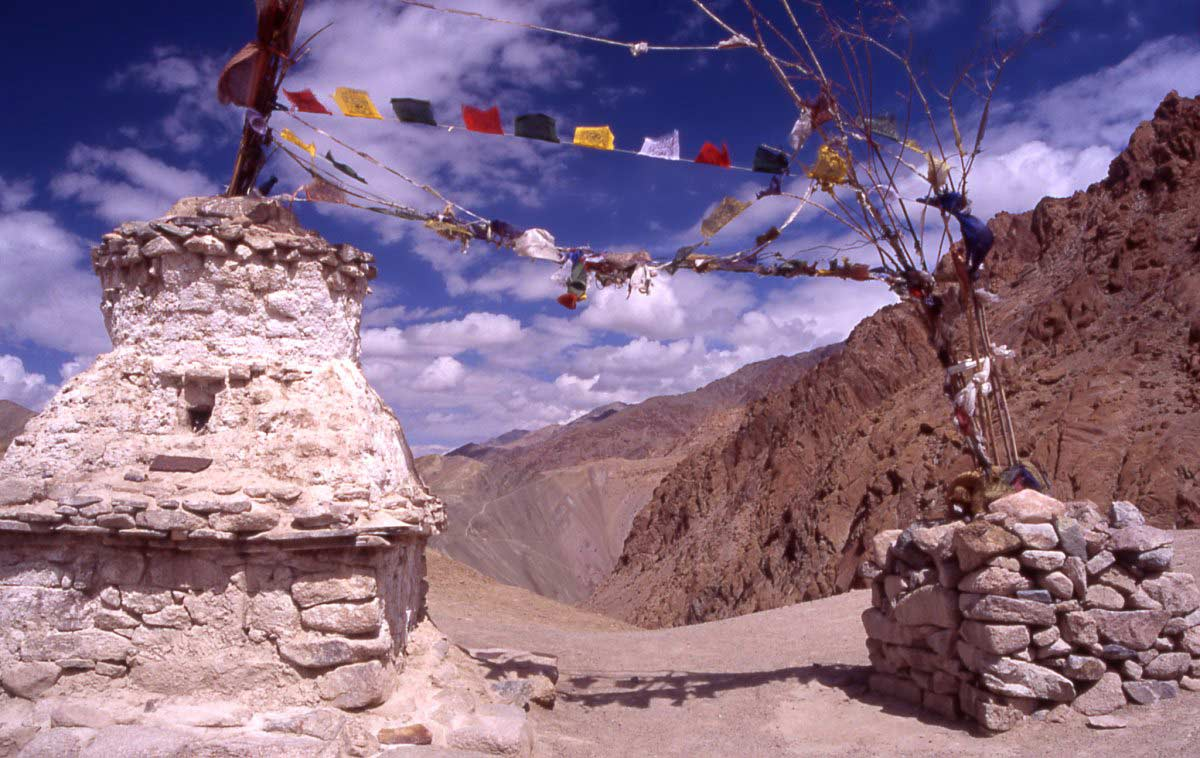
ラダックの峠にある典型的なタルチョとストゥーパ

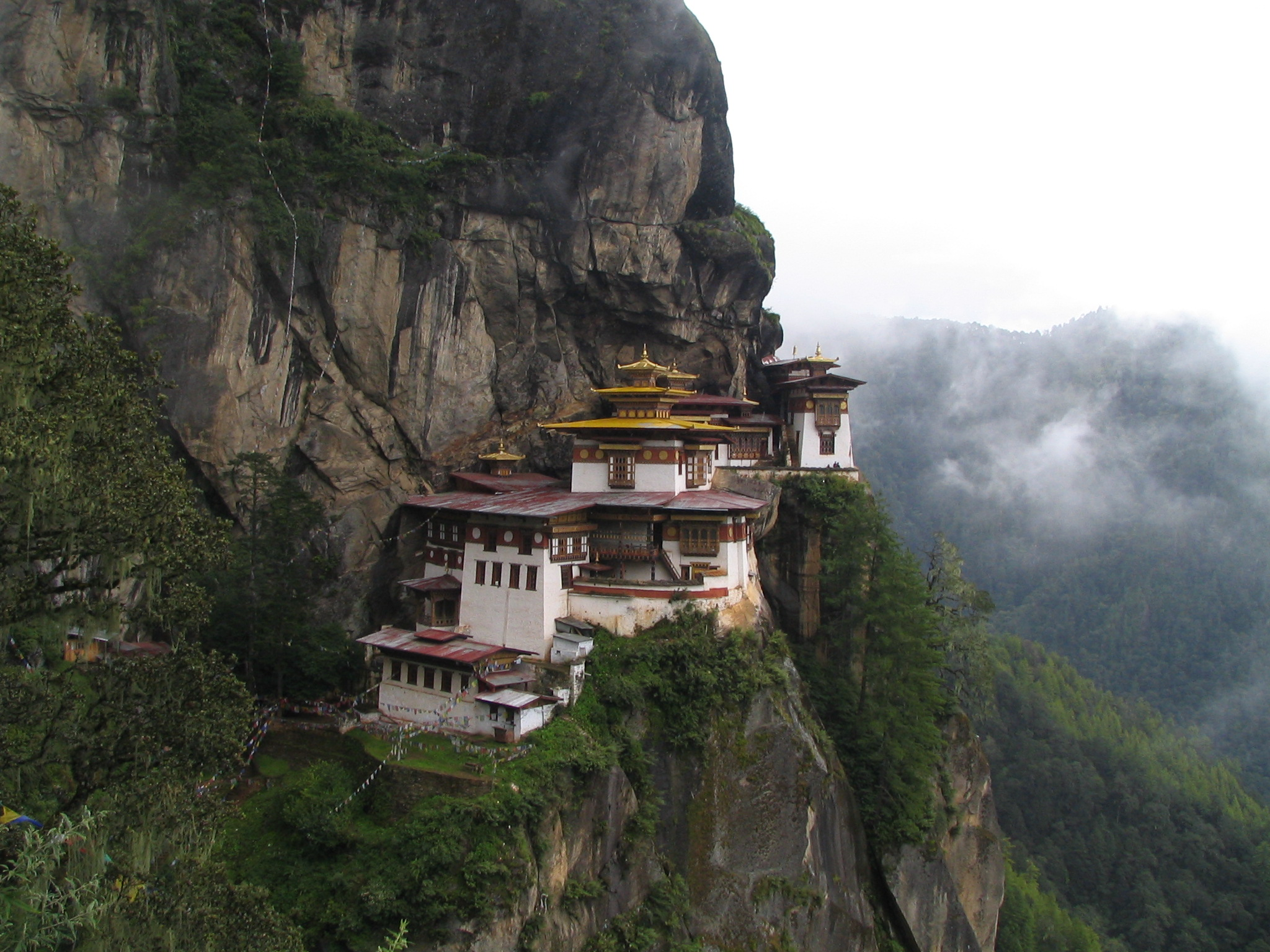
タクツァン僧院。「虎の巣」との異名でも知られている

ヒンドゥー教においては、ヒマラヤはヒマヴァット神として神格化されており、雪の神としてマハーバーラタにも記載されている。彼はガンガーとサラスヴァティーの2人の河の女神の父であり、またシヴァ神の妻であるパールヴァティーも彼の娘である。
ヒマラヤの各地には、ヒンドゥー教、ジャイナ教、シーク教、仏教、イスラーム教の施設が点在している。著名な宗教施設としては、ブータンに初めて仏教をもたらしたパドマサンバヴァによって建設された僧院とされているパロのタクツァン僧院などがある。 
チベット仏教の僧院の多くは、ダライ・ラマの本拠を含むヒマラヤに位置している。チベットにはかつて6,000以上の僧院があった。チベット人のイスラーム教徒もおり、ラサとシガツェにはモスクが建設されている。

## ヒマラヤ山脈に関連した作品

### 映画
- 白き氷河の果てに　(1978年、日本映画)
- ゴールデン・チャイルド The Golden Child（1986年、アメリカ映画）
- クンドゥン Kundun（1997年、アメリカ映画）
- セブン・イヤーズ・イン・チベット Seven Years in Tibet（1997年、アメリカ映画）
- レッド・マウンテン LOC-Kargil（2003年、インド映画）
- きっと、うまくいく 3 Idiots（2009年、インド映画）
- 2012 （2009年、アメリカ映画）
- ヒマラヤ〜地上8,000メートルの絆〜（2016年、韓国映画）
- エヴェレスト 神々の山嶺（2016年、日本映画）

### 書籍
- ブランシュ・クリスティーヌ・オルシャーク、アンドレアス・ゲルシュケ、アウグスト・ガンサー、 エミール・M・ビューラー著『ヒマラヤ - 自然・神秘・人間』（日本テレビ放送網、1989年、ISBN 4-8203-8843-6）

### ゲーム
- Far Cry 4（2014年、ユービーアイソフト）